# NGC 4294
NGC 4294 (другие обозначения — UGC 7407, IRAS12187+1147, MCG 2-32-9, VCC 465, ZWG 70.24, KCPG 330B, PGC 39925) — спиральная галактика с перемычкой (SBc) в созвездии Дева.
Этот объект входит в число перечисленных в оригинальной редакции «Нового общего каталога».
В галактике очень высокое отношение L(C II)/L (CO), что может быть связано с низким содержанием пыли и тяжёлых элементов.